# Bengo
Bengo – jedna z 18 prowincji w Angoli znajdująca się w zachodniej części kraju. Stolicą jest Caxito. Według spisu z 2014, w całej prowincji mieszka 351,6 tys. mieszkańców, na terenie o powierzchni 31 371 km².
Graniczy z pięcioma innymi prowincjami: Zair na północy, Uíge na północnym zachodzie, Cuanza Norte na wschodzie, Kwanza Południowa na południu oraz z Luandą na zachodzie. Znajduje się tutaj Park Narodowy Kissama i rezerwat leśny Kibinda.
Tradycyjnie obszar stanu zamieszkiwany jest przez lud Mbundu. Migracje spowodowane wojną o niepodległość w Angoli stworzyły tutaj także skupiska ludności Bakongo i Ovimbundu. 
Prowincja Bengo jest największym plantatorem bananów i produkuje znaczną większość tych owoców w Angoli. Poza tym uprawia się tutaj: bawełnę, ananasy, maniok, rącznik, guawę, papaję, trzcinę cukrową, agawę sizalską, kawę, sorgo, palmę olejową, warzywa i cytrusy. Hoduje się głównie bydło. Poza rolnictwem ważną rolę odgrywa turystyka i rybołówstwo.
Prowincja w większości pokryta jest suchą sawanną, a pola uprawne znajdują się głównie w centrum. Najważniejszą rzeką, która w środkowej części przecina prowincję jest Kuanza.

## Podział administracyjny
W skład prowincji wchodzi 6 hrabstw:
| - Ambriz - Bula-Atumba - Dande - Dembos - Nambuangongo - Pango Aluquém |